# 天国在你们心中 (书籍)
《天国在你们心中》（羅馬化：Tsárstvo Bózhiye vnutrí vas）是列夫·托尔斯泰的一部非虚构类作品。该书是一本基督教无政府主义哲学论文，在俄罗斯被禁，后于1894年首次在德国出版。 它是托尔斯泰三十年思想的顶峰，阐述了基于基督教的博爱所构成的新的社会组织。《天国在你们心中》是托尔斯泰的非暴力、非暴力抵抗和基督教无政府主义支持者的重要著作。 

## 背景

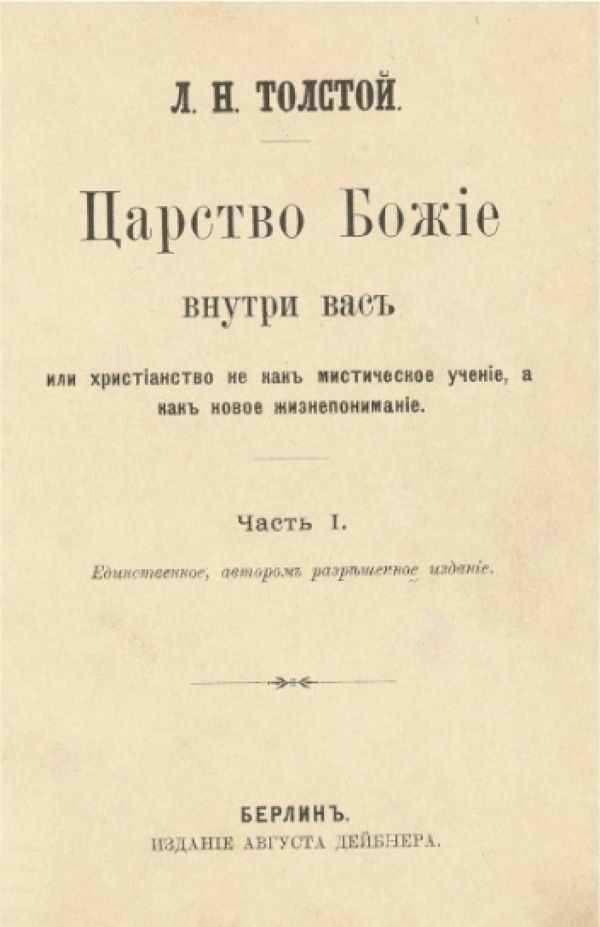
1894 年第一版《天国在你们心中》

书名源自路加福音第17章:21节 。托尔斯泰在书中谈到了耶稣基督所教导的面对暴力时的非暴力抵抗原则。托尔斯泰坚信当耶稣基督说把另一边脸转过来时（论仇敌）， 意思是放弃暴力和复仇，甚至是防卫性的使用武力。托尔斯泰反对罗马和中世纪的学者试图限制其运用范围的解释。
托尔斯泰很大程度上受到了美国基督教无政府主义者阿丁·巴卢（Adin Ballou）和威廉·劳埃德·加里森著作的启发，他们同样认为所有发动战争的政府都是对新约和基督教道德的侮辱。托尔斯泰在他的书中详细讨论了巴卢和加里森的文章和传记，包括完整引用了巴卢的《不抵抗教义问答集》 （页面存档备份，存于） （最初于 1844 年出版）。由于当时的东正教是完全服从国家政策的国家附属组织，托尔斯泰试图分离出他所认为的真正的基督福音的教诲，特别是登山宝训。
托尔斯泰主张非暴力作为解决民族主义问题的一种方法，同时也作为看清教会虚伪的一种手段。托尔斯泰在阅读福音书中耶稣的话时指出现代教会是一种异端。托尔斯泰提出了一些从杂志和报纸上摘录的很多人的个人经历，并敏锐地洞察了从基督教创立之初就被少数信徒所信奉的不抵抗的历史。特别是当他遇到那些寻求维持现状的人时，他说到：
那些说贫穷、饥荒、监禁、绞刑架、军队和战争是社会秩序所必需的，如果这个系统被摧毁，将会有更大的灾难发生；说这些话的都是从这一体制受益的人，而那些从中受害的人——他们是受益者的十几倍——的想法和说法却恰恰相反。

1894年，康斯坦斯·加内特（Constance Garnett）将这部作品翻译成英文，并在她的译者序言中写道：
人们当然无法期待英国人会慢慢受到其观念的影响，并本能地不再相信一切都是合理的，会在黑暗中纵身一跃，试图将托尔斯泰的生命理论付诸实践。但人们至少可以确信，他对现存社会和政治制度的破坏性的批判，将成为我们身边正在发生的社会解体和重构的一股强大力量。 

## 反应

### 托尔斯泰与莫罕达斯·甘地的关系

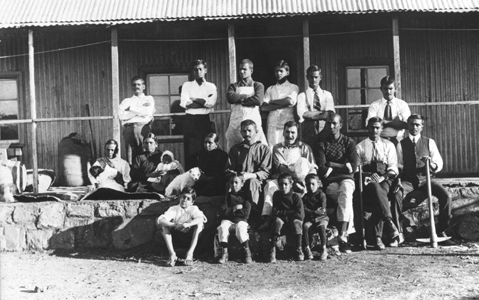
甘地和其他居民在托尔斯泰农场（作为托尔斯泰运动的一部分而建立的社群），于南非，1910 年

莫罕达斯·甘地在他的自传《我关于真理的实验的故事》(The Story of My Experiments with Truth)（第二部分，第十五章）中写道，托尔斯泰的书“震撼”了他并“留下了持久的影响”。甘地将托尔斯泰、约翰·罗斯金的《致后来人》(Unto the Last) 和诗人Raychandbhai列为对他一生影响最大的三个现代人物。 托尔斯泰读了他的自传后向甘地敞开了心扉，当时甘地还是一位生活在南非的年轻抗议者。1908年，托尔斯泰写了《致印度教徒的一封信》 ，甘地也读到了这本书，书中概述了这样一个理念：只有以爱为武器，通过非暴力抵抗，印度人民才能推翻大英帝国的殖民统治。这一想法最终通过甘地在1918 年至1947 年间组织的全国性非暴力罢工和抗议活动中得以实现。1909 年，甘地写信给托尔斯泰寻求建议和许可，以他的母语重新出版《致印度教徒的一封信》，托尔斯泰做出了回应。两人继续保持通信直到一年后的1910年托尔斯泰去世。这些信件涉及非暴力哲学的实际的和宗教应用，以及甘地对托尔斯泰的健康祝愿。托尔斯泰写给甘地的最后一封信：“这是最后一封信，即使不是，也是用这支笔写的最后一封”。  